# Leon Grochowski
Leon Grochowski (ur. 11 października 1886 r. w Skupie, zm. 17 lipca 1969 r. w Warszawie) – w latach 1928 – 1933 biskup i ordynariusz diecezji polskiej Polskiego Narodowego Kościoła Katolickiego, w latach 1953–1969 pierwszy biskup Polskiego Narodowego Kościoła Katolickiego w USA i Kanadzie (PNKK), następca Franciszka Hodura w roli kierowniczej kościoła.

## Życiorys
Leon Grochowski urodził się w 1886 r. na Podlasiu, po zdaniu matury był studentem Politechniki Warszawskiej. W 1905 roku aby uniknąć aresztowania przez rząd carski za zorganizowanie strajku studenckiego emigrował do Stanów Zjednoczonych. W Ameryce poznał bpa Franiszka Hodura i w 1910 roku przyjął święcenia kapłańskie – pracował w kilku parafiach. Ks. Leon Grochowski został wybrany na biskupa 15 lipca 1924 roku przez II Nadzwyczajny Synod PNKK. Święcenia L. Grochowskiego odbyły się 17 sierpnia 1924 roku w Katedrze PNKK w Scranton. W 1928 bp Leon Grochowski został wybrany jednogłośnie na stanowisko Biskupa Kościoła Narodowego w Polsce. VIII Synod PNKK (1948) w Scranton wybrał następcę ks. bpa Franciszka Hodura, w osobie właśnie ks. bpa Leona Grochowskiego – mimo że ks. bp Franciszek Hodur piastował ten urząd faktycznie do 1953 roku. Jako nowy zwierzchnik kościoła w latach sześćdziesiątych XX wieku propagator dialogu pomiędzy PNKK, a Kościołem rzymskokatolickim. Leon Grochowski był również zaangażowany w sprawy wewnętrzne Kościoła Polskokatolickiego, m.in. wspierał bpa Juliana Pękalę, gdy ten chciał ponownie (1965) objąć funkcję zwierzchnika Kościoła Polskokatolickiego.
W 1966 otrzymał tytuł doktora honoris causa Chrześcijańskiej Akademii Teologicznej w Warszawie.